# Naghma
Naghma Shaperai (Pashto: نغمه ښاپېرۍ; Kandahar, 1º gennaio 1958) è una cantante afghana, che ha iniziato la sua carriera nei primi anni '80. Ha cantato insieme al suo ex marito Mangal negli anni '80 e all'inizio degli anni '90. Naghma canta principalmente in pashtu ma ha anche registrato in lingua persiana (Dari). È considerata un'artista del folclore dell'Afghanistan e continua ad essere la voce e il volto della musica tradizionale pashtu.

## Biografia
Naghma è nata come Shaperai (Pashto: ښاپېرۍ che significa Capo Fata) il 1º gennaio 1964 in Afghanistan. La sua città natale non si può verificare. Era la figlia maggiore di una famiglia di cinque maschi e tre femmine. Il nome di suo padre era Syed Suleiman Shah e sua madre è Bibi Mashala. Suo padre morì quando Naghma aveva cinque anni. Da giovane sviluppò un interesse per la musica. A sedici anni si trasferì a Kabul con lo zio paterno. Continuò la sua istruzione secondaria a Rabia Balkhi Lece dove si esibì nella band delle ragazze come cantante. Un anno prima di finire il liceo sposò Mangal, un cantante pashto già popolare della provincia di Laghman, e di conseguenza lasciò la scuola per progredire nella carriera musicale. Erano celebrità del momento che registravano i suoi successi famosi fino ad oggi.
Le sue prime canzoni erano basate sulla musica dell'Afghanistan meridionale, la maggior parte delle quali di natura folcloristica. Proveniente da una famiglia tradizionale, incontrò molta resistenza da parte dei parenti che vedevano il canto come un tabù per le donne afghane. Naghma ha spesso affermato nelle interviste che fino ad oggi sua madre non è ancora soddisfatta della sua scelta professionale. Tuttavia non fu scoraggiata da questo. In Mangal ha trovato un marito di sostegno e come duo la pressione della società era molto più sopportabile rispetto all'essere solista. 
Con l'imminente guerra civile, la coppia lasciò l'Afghanistan per l'India nel 1992. Alla fine si stabilirono a Islamabad, in Pakistan. Lì ebbero molto successo con una folla entusiasta di esuli afgani che avevano nostalgia della loro musica nativa. La loro situazione finanziaria a questo punto era migliorata in modo significativo. Nel 2000 lasciarono il Pakistan ed emigrarono negli Stati Uniti.

## Vita privata
Dopo aver stabilito un contatto con la comunità afghana della California settentrionale, il duo tenne una serie di spettacoli. Nel 2006, dopo anni di alti e bassi nel loro matrimonio, la coppia divorziò. Sebbene non siano state diffuse ragioni specifiche da parte della coppia, alcuni ritengono che il presunto abuso di alcol di Mangal sia stato il motivo per cui il matrimonio si sciolse. I due hanno tenuto un dignitoso silenzio sul loro divorzio e non hanno mai parlato in pubblico di nulla che lo riguardasse. Il loro divorzio ha anche messo in dubbio se questa ex coppia possa riconciliarsi almeno a livello professionale. Mentre Mangal si esibisce da solista in eventi privati e programmi televisivi, Naghma continua la sua carriera di artista professionista.
Naghma si è risposata dopo il suo divorzio e ha detto che lui proviene dalla provincia di Logar.
La figlia di Naghma ha sposato il cantante afgano Safiq Mureed, in una cerimonia privata nel 2014. La sede  principale di Naghma e dei suoi figli è in California, ma si è anche creata delle abitazioni a Kabul e Islamabad.
Nel marzo 2014 è diventata la prima afgana a ricevere il Tamgha-e-Imtiaz e il Pride of Performance, i più alti premi presidenziali pakistani assegnati ad artisti, sportivi, scienziati e scrittori. È stato un momento di orgoglio per Naghma, che è sempre stata una voce forte per i rifugiati afgani in Pakistan. Naghma incoraggia i rifugiati afgani a cercare di tornare in Afghanistan attraverso il suo lavoro di aiuto e la musica per ricostruire il paese.

## Discografia parziale
Ha registrato oltre 500 canzoni in un periodo di 32 anni in Afghanistan, Pakistan e anche negli Stati Uniti.
Questo elenco è incompleto
Album Bachi Hamsaya
 Bachi Hamsaya 
 Aros 
 O Bacha 
 Maida Maida 
 Nazi Jan 
 Ba Yin Sazi Mahali 
 Ghataghani 
 Shekesta Chelamey
 Imroz 
 Tu Ra Meparastam 
 O Dilbar Janim 
 O Bacha 
 Jama Narinje 
Album Best Of Naghma
 Charsi Halika Stargi 
 Janana ke Pashton 
 Halka Daroghjan Mee 
 Raghlay Yama Damor 
 Za Ba Gidi Rawdim 
 Chita Che Zi Mat 
 Raza Da Zandgi Sra 
 Yara Rana Wrak Nashi 
 Janana Rasha Da Shamali 
 Hagha Sra Oshan 
 Allah Wi Zamazda 
Album Kabul Nazaneen
 Salam Afghanistan 
 Delbar Jan 
 Ghataghani 
 Yaram Nest 
 Darbigeri 
 O Dilbar Janam 
 Nazi Jan 
 O Bachi Afghan 
 Maida Maida Baran 
 Em Roz Che Roz Ast 
Album O Khoda Jan
 Az America Wa Alman 
 O Khuda Jan 
 Sharshara Baran 
 Shab Amadam 
 Bebe Roko Jan 
 Kashki Ma 
 Man Dokhtari Sherazam 
 Mara Az Ashiqi Bas 
 Mohabat 
 Pesta Forosh 
Singoli popolari
 Mazdigar De Ka Nade 
 O Bacha Jane Bacha 
 Lalaya Hawa Baza 
 Kandahar Halika 
 Adam Khana Charsi 
 Mohabbat 
 Mohabbat (Slow Version) 
 Lalo Lalo 
 Mala Chal Ne Razi 
 Akh Janan Me Laro 
 Zma Afghanistana
 Loya Khudaya 
 Orbal Chapa Kra Bya Rasta 
 Akhshe na ni na (Attan De Gada Da)
 Mubarak Di Sha Akhtar 
 Lalai de 
 Dilbar Zalim Zalim 
 Wa Grana 
 Nor e Newranawo 
 Ay Da Watan Da Abay Roka Zoya 
 Afghani Mashoma 
Artista collaboratore
The Rough Guide To The Music Of Afghanistan, 2010